# Ética política
A ética pública (também conhecida como moralidade política) é a prática de fazer julgamentos morais sobre a ação política e os agentes políticos. Abrange duas áreas. A primeira é a ética do processo (ou a ética do cargo), que trata dos funcionários públicos e dos métodos que eles usam. A segunda área, a ética da política (ou ética e política pública ), diz respeito a julgamentos sobre políticas e leis.
O conceito de moralidade política pode ser facilmente entendido ao se conhecer quais são as raízes do termo e o desenvolvimento gradual. Os valores e expectativas da moralidade política são derivados dos princípios de justiça. John Rawls defende a ideia proposta de que a concepção política de justiça baseia-se, em última instância, não apenas nos valores que se espera que eles sigam, mas, o mais importante, no bem comum de um indivíduo.
Enquanto tentam fazer julgamentos morais sobre questões políticas, as pessoas também aproveitam sua definição percebida do que é moral e do que não é. O próprio conceito de moralidade é derivado de vários fundamentos morais . A moralidade, vista pelas lentes dessas fundações, molda os julgamentos das pessoas sobre as ações e agentes políticos.

## Ética do processo
Niccolò Machiavelli é um dos mais famosos (ou infames) teóricos políticos que falou sobre, e mais tarde subverteu, as questões de ética política. Ao contrário de Aristóteles, ele acreditava que um líder político pode ser obrigado a se comportar de maneira maligna, se necessário, para manter sua autoridade.
Nas democracias contemporâneas, uma variante dessa ideia foi reformulada como o problema das mãos sujas, descrito de forma mais influente por Michael Walzer, que argumenta que o problema cria um paradoxo: o político às vezes deve fazer “errado para fazer o certo”. O político usa a violência para prevenir uma violência maior, mas seu ato ainda é errado, mesmo se justificado. A opinião de Walzer foi criticada. Alguns críticos objetam que ou o político é justificado ou não. Se justificado, não há nada de errado, embora ele possa se sentir culpado. Outros dizem que alguns dos atos de violência que Walzer permitiria nunca são justificados, independentemente do fim. Dennis Thompson argumentou que em uma democracia os cidadãos deveriam responsabilizar o líder e, portanto, se o ato for injustificado, suas mãos também estarão sujas.
Em grandes organizações, muitas vezes não é possível dizer quem é realmente responsável pelos resultados - um problema conhecido como o problema de muitas mãos .
A ética política não apenas permite que os líderes façam coisas que seriam erradas na vida privada, mas exige que eles atendam a padrões mais elevados do que seriam necessários na vida privada. Por exemplo, eles podem ter menos direito à privacidade do que os cidadãos comuns, e nenhum direito de usar seu cargo para lucro pessoal. As principais questões aqui, em última análise, dizem respeito ao conceito de conflito de interesses .
Conforme declarado acima, a moralidade pessoal ou privada e a moralidade política são freqüentemente vistas como um conflito de interesses. No entanto, é importante saber que esses dois conceitos de moralidade também podem manter uma relação positiva comum entre os dois. Esteja um indivíduo envolvido no domínio político como autoridade ou como participante cívico ativo, esses valores também se propagam para o setor pessoal da moralidade. Um indivíduo que aprendeu as habilidades necessárias no setor político pode aplicar essas qualidades aprendidas em um ambiente fora da política, muitas vezes visto como um ambiente privado do dia a dia. Em contraste, aquele que está entrando no cenário político pode já possuir as qualidades e virtudes que são esperadas no cenário profissional. Portanto, os valores e habilidades já adquiridos serão então aplicados ao novo cenário político, conforme antecipado. A reciprocidade, como no contexto de derivar esses traços, está comumente presente ao entrar no campo, se as qualidades já não foram aprendidas. Ambos os conceitos de moralidade incluem expectativas diferentes, mas para dizer o mínimo, existe uma correlação presente entre os dois. Quer as virtudes e os valores tenham sido adquiridos ou anteriormente mantidos, eles simplesmente levam em consideração e se aplicam a ambos os ambientes. Aqueles que emergiram na intensa esfera política, sabendo que virtudes e morais podem certamente ser uma influência, mas construíram o próprio caráter podem ser substancialmente benéficos antes da entrada.

## Ética da política
A moralidade pessoal também é considerada na moralidade pública, conforme discutido na seção anterior. No entanto, dada a democracia liberal presente nos Estados Unidos, a moralidade pública é muitas vezes referida como "formal". Cumprir a ordem da lei, além de manter o respeito são simplesmente dois fatores críticos para alcançar o conceito de moralidade pública. Esses elementos são esperados quando um indivíduo está participando ativamente da esfera política e, em última instância, são necessários para o comportamento das autoridades políticas. Cada cidadão tem sua própria crença e moral em relação a um tópico polêmico específico; no entanto, é dever das autoridades políticas respeitar a crença dos outros e defender as crenças de seus constituintes, ao mesmo tempo que segue a lei e a constituição.
Na outra área da ética política, as questões-chave não são o conflito entre meios e fins, mas os conflitos entre os próprios fins. Por exemplo, na questão da justiça global, o conflito é entre as reivindicações do Estado-nação e dos cidadãos de um lado e as reivindicações de todos os cidadãos do mundo. Tradicionalmente, a prioridade tem sido dada às reivindicações das nações, mas nos últimos anos pensadores conhecidos como cosmopolitas pressionaram as reivindicações de todos os cidadãos do mundo.
A ética política lida não principalmente com a justiça ideal, porém, mas com a realização de valores morais em sociedades democráticas onde os cidadãos (e filósofos) discordam sobre o que é a justiça ideal. Em uma sociedade pluralista, como é que os governos podem justificar uma política de tributação progressiva, ação afirmativa, o direito ao aborto, saúde universal e assim por diante?  A ética política também se preocupa com os problemas morais levantados pela necessidade de compromisso político, denúncias, desobediência civil e punição criminal.

## Fundamentos da moralidade (política)
De acordo com Graham et al. (2009), existem duas classes amplas de fundamentos morais, a saber, fundamentos individualizantes e fundamentos vinculativos.

### Fundações de individualização
Os dois fundamentos individualizantes da moralidade são o fundamento Equidade/reciprocidade (ética da justiça  ) e o fundamento Dano/cuidado (ética do cuidado ). O primeiro representa o desejo de justiça e reciprocidade de uma pessoa. Este último diz respeito à atitude atenciosa de uma pessoa para com outra.

### Fundações de ligação
As três bases obrigatórias são socialização/lealdade, Autoridade/respeito e Pureza/santidade. Os dois primeiros correspondem à ética da comunidade, e representam a pertença e o apego de uma pessoa a uma dinâmica de grupo e se preocupam com sentimentos como patriotismo, obediência, etc. O último fundamento mais puro de Pureza/santidade corresponde à ética da divindade  e representa o desejo de uma pessoa de suprimir/controlar a natureza humana de luxúria, egoísmo, etc, geralmente por meio da espiritualidade.

## Fundamentos morais, identidade política e julgamentos políticos morais
Graham et al. (2009)  realizaram um estudo para determinar se os julgamentos morais sobre a política são afetados de certa forma por identidades políticas explícitas ou implícitas. A identidade política explícita é a identidade fornecida pelo participante do estudo explicitamente durante o estudo. A identidade política implícita é a identidade do participante determinada pelos cientistas com base em um teste IAT.
Para ambas, identidades fornecidas explícita e implicitamente, eles descobriram que os liberais davam mais peso aos fundamentos individuais do que aos fundamentos vinculantes, enquanto faziam um julgamento moral a respeito de questões políticas. Por outro lado, os conservadores pareciam atribuir um peso aproximadamente igual a ambas as classes de fundações. No entanto, eles observam que essa distinção não é necessariamente verdadeira no tempo e no espaço. Por exemplo, os liberais às vezes também são associados ao desejo de socialismo e comunismo, que podem reverter suas prioridades relativas atribuídas em ambas as classes de fundações.

## Críticas
Alguns críticos (os chamados realistas políticos ) argumentam que a ética não tem lugar na política. Para que os políticos sejam eficazes no mundo real, eles não podem ser limitados por regras morais. Eles têm que perseguir o interesse nacional . No entanto, Walzer aponta que se os realistas forem solicitados a justificar suas afirmações, eles quase sempre apelarão para seus próprios princípios morais (por exemplo, para mostrar que a ética é prejudicial ou contraproducente).
Outro tipo de crítica vem daqueles que argumentam que nós  não deveria prestar tanta atenção aos políticos e às políticas, mas, em vez disso, deveria olhar mais de perto as estruturas mais amplas da sociedade onde residem os problemas éticos mais sérios. Os defensores da ética política respondem que, embora a injustiça estrutural não deva ser ignorada, muita ênfase nas estruturas negligencia os agentes humanos responsáveis por mudá-las. O governo brasileiro entre 2018 e 2022 por exemplo prometeu ética pública mas não cumpriu.